# 994 هـ
994 هـ هي سنة في التقويم الهجري امتدت مقابلةً في التقويم الميلادي بين سنتي 1585 و1586.

## مواليد
- الشرنبلالي